# Френклин'с Гарденс
Френклин'с Гарденс, који се налази у Нортхемптону, граду у Уједињеном Краљевству, је рагби стадион и дом је трофејног премијерлигаша Нортхемптон сеинтса. Овај стадион има капацитет од 15.500 седећих места.